# Malariathérapie

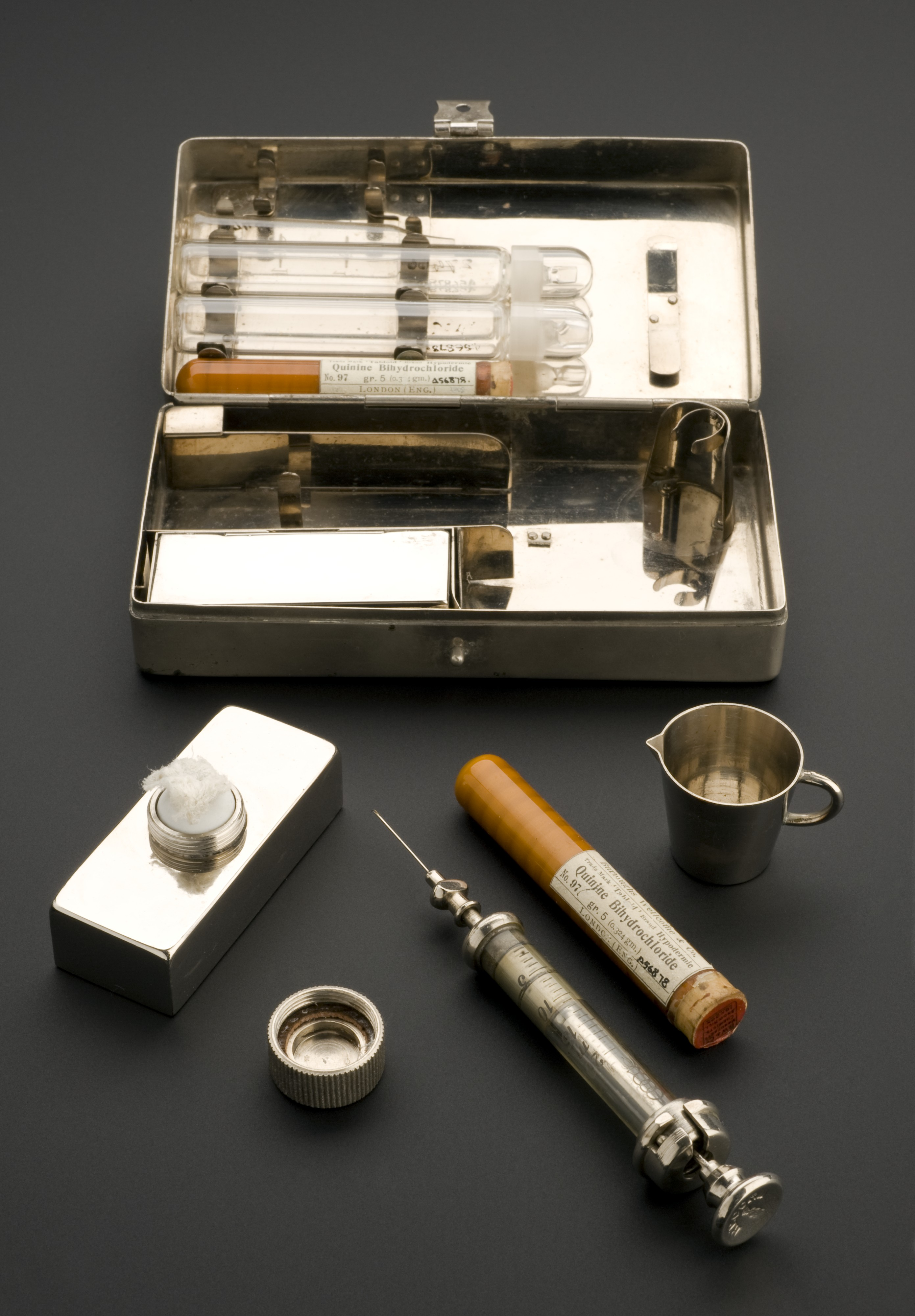
Kit d'injection de quinine contre le paludisme, Allemagne 1910-1914. Ce type de traitement était utilisé comme moyen de contrôle du paludisme provoqué.

La malariathérapie, dite aussi paludothérapie, a été un traitement de la paralysie générale (désormais abandonné), complication de la neurosyphilis. La fièvre provoquée par le paludisme était censée stopper le développement du tréponème qui est à l'origine de la syphilis.
Elle fut inventée en 1917 par l'autrichien Julius Wagner-Jauregg couronné, pour cette découverte, du Prix Nobel de médecine en 1927. 
La paralysie générale a été l’objet d’un intérêt considérable dans la communauté médicale à la fin du XIXe siècle et était responsable à cette époque d’une part non négligeable des admissions en hospitalisation psychiatrique. La possibilité de guérir la maladie a changé l'image des paralytiques généraux, enfin considérés comme des malades et non plus comme des êtres moralement condamnables. La neurosyphilis est devenue la première maladie mentale où une guérison à travers une thérapie semblait possible.

## Histoire

### Origine

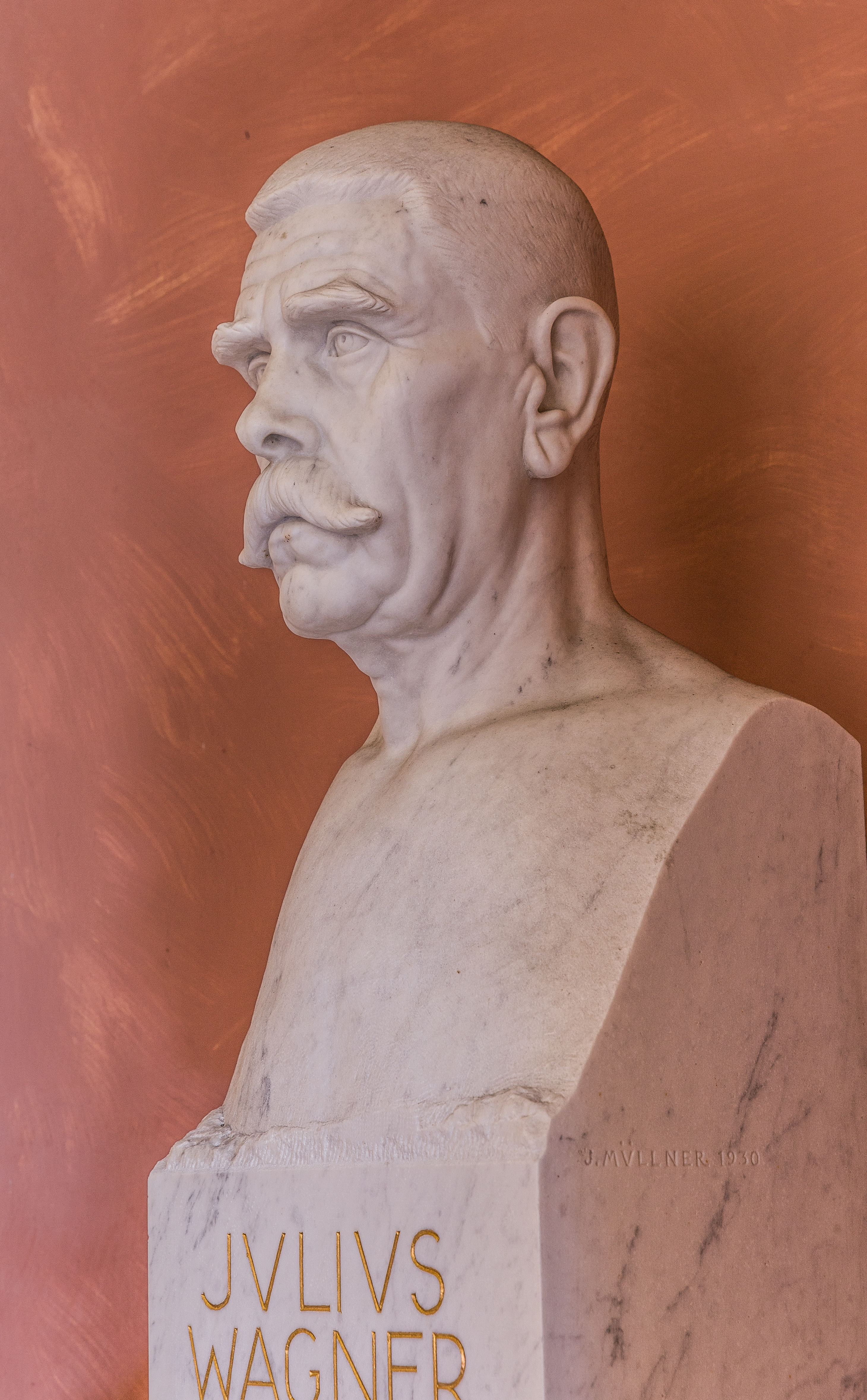
Buste de Julius Wagner-Jauregg, Université de Vienne.

Dans les années 1880, des patients signalent au neuropsychiatre Julius Wagner-Jauregg (1857-1940) qu'ils sont améliorés après des accès de fièvre. Wagner-Jauregg s'intéresse alors à l'effet  des maladies fébriles sur les psychoses. En 1887, il publie une revue de la littérature médicale sur ce sujet. Il note que les syphilitiques atteints de maladie fébrile n'évoluent pas vers la paralysie générale, et que les patients atteints de celle-ci n'ont pas eu de maladie infectieuse au cours de leur évolution.
Pour provoquer une fièvre thérapeutique, il utilise d'abord l'agent de l'érysipèle, mais il abandonne cette idée à cause des complications, tout en cherchant d'autres moyens de provoquer une fièvre : variole, scarlatine, typhoïde,.
Lorsque Robert Koch (1843-1910) annonce sa découverte de la tuberculine en 1890, Wagner-Jauregg l'utilise pour traiter la paralysie générale (neurosyphilis avancée), en obtenant une survie plus longue chez les sujets traités. En 1914, Il débute des traitements expérimentaux à base de tuberculine et d'iodure de mercure, mais sans obtenir de meilleurs résultats qu'avec la tuberculine seule.
En 1917, il inocule 9 patients atteints de paralysie générale par du sang d'un malade atteint de paludisme à Plasmodium vivax, en obtenant 6 rémissions dont 3 durables. Ces résultats sont présentés la même année au congrès de la Société Allemande de Psychiatrie. Les patients inoculés doivent subir de 7 à 10 accès fébriles avant d'être traités par quinine. À partir de 1918, il combine l'inoculation à P. vivax avec le neosalvarsan (forme améliorée du salvarsan), persuadé de la supériorité d'un traitement combiné,.

### Vers le Prix Nobel
La croyance au pouvoir thérapeutique de la fièvre (pyrothérapie) contre la syphilis s'appuie sur des études de laboratoires. Plusieurs auteurs déterminent la survie de Treponema pallidum (l'agent de la syphilis) in vitro selon la température, et montrent qu'elle est de 5 heures à 39 °C et de 1 heure à 41,5 °C. Une heure à 40 °C inactiverait T. pallidum le rendant non infectieux pour le lapin ainsi inoculé. L'idée qu'une fièvre provoquée puisse guérir ou améliorer une neurosyphilis se généralise.

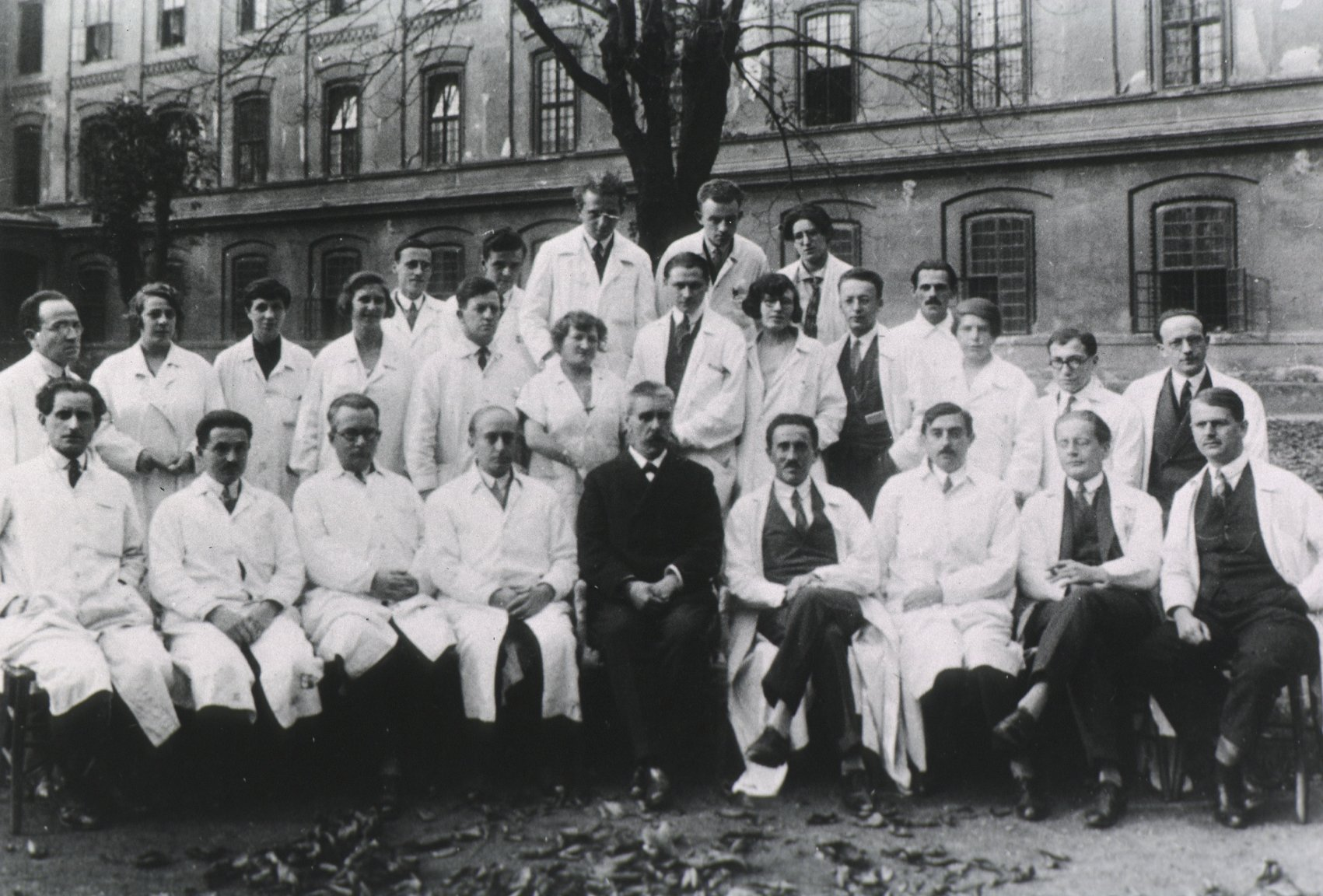
L'équipe de Julius Wagner-Jauregg (en noir, au milieu du premier rang) à Vienne, vers 1925.

Dans les années 1920, aux États-Unis, plusieurs études (séries de 100 à 150 cas) suggèrent des résultats supérieurs à ceux qui seraient attendus pour des patients non traités. Ces études historiques manquent de fiabilité d'un point de vue moderne, car ces essais cliniques sont dépourvus de véritable groupe-témoin (ou groupe-contrôle) et non randomisés. De plus, les définitions de « rémissions », « d'améliorations »... restent subjectives et variables selon les auteurs.
Ces études montrent aussi que ce traitement entraine de graves complications avec un taux de mortalité élevé (de 1 à 9 % et plus) mais ce risque est jugé acceptable par la plupart des médecins de cette époque, en raison de la mort inéluctable des patients. Leur suivi sous malariathérapie « contrôlée » par quinine devient l'axe principal du traitement de la neurosyphilis. L'idée que « les maladies désespérées justifient un traitement désespéré » ne sera remise en cause qu'à la fin de la seconde guerre mondiale,(code de Nuremberg).
En 1927, Wagner-Jauregg est récompensé du Prix Nobel de Médecine. Un membre du comité Nobel, Bror Gadelius (sv) (1862-1938), refuse cette nomination et démissionne du comité en déclarant « un médecin qui inocule le paludisme à un paralytique [neurosyphilis] est un criminel à mes yeux ». C'est la seule et unique critique éthique de Wagner-Jauregg par un de ses contemporains.

### Diffusion

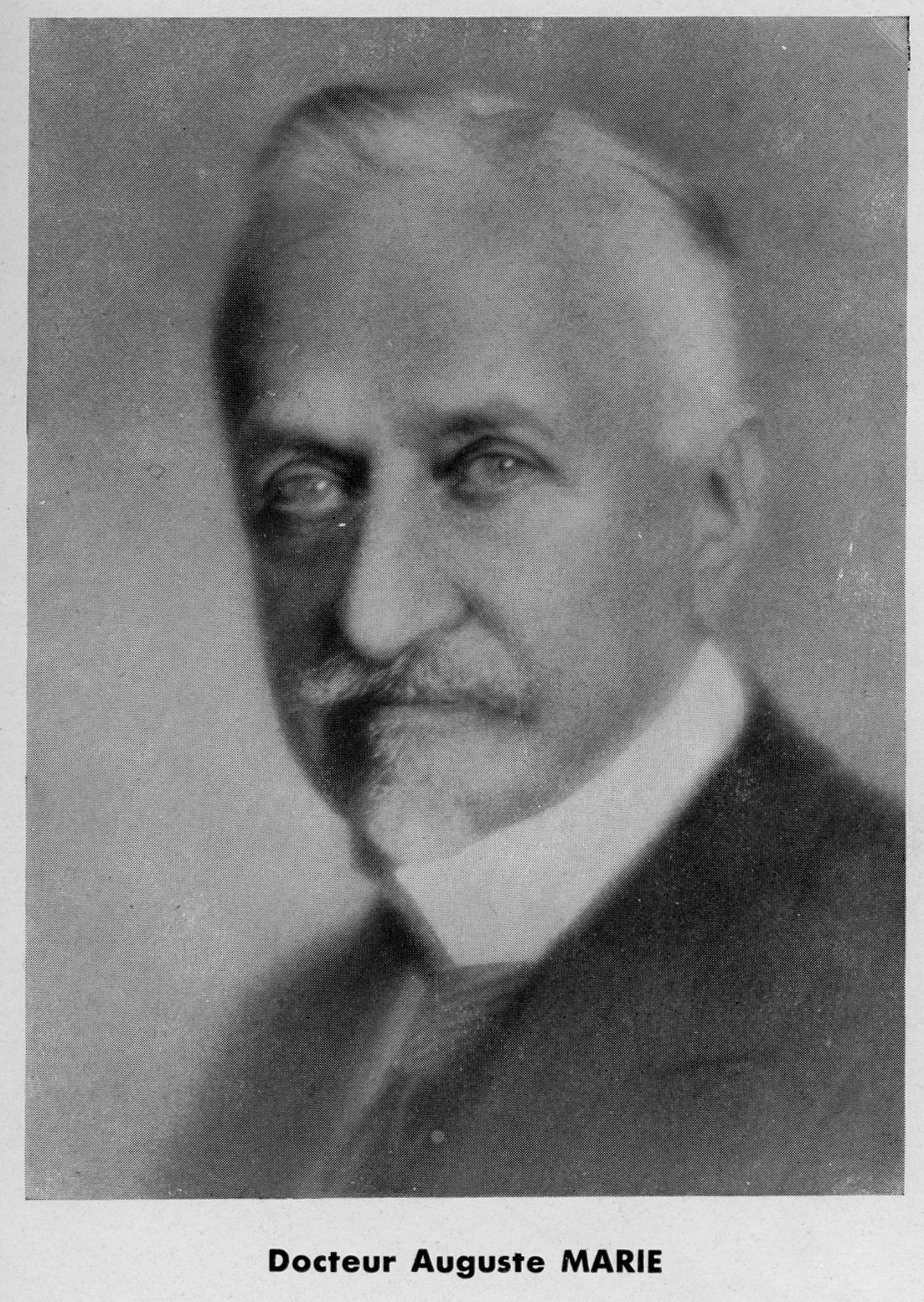
Auguste Armand Marie (1865-1934), le promoteur de la malariathérapie en France.

L'attribution du Prix Nobel valide la malariathérapie de façon prestigieuse, et ce traitement est approuvé aux États-Unis, en Argentine et au Brésil, et dans toute l'Europe, y compris l'Union Soviétique, jusqu'à la généralisation de l'antibiothérapie vers 1950. Il sert également à traiter schizophrénie, oligophrénie, psychoses affectives, chorée. 
En France, la méthode, aussi connue sous le nom de paludothérapie, est appliquée à partir de 1924 par Auguste Marie,, médecin-chef de l'asile Sainte-Anne, malgré une résistance initiale : il fallait obtenir l'assentiment du malade et de sa famille, et vaincre les réticences du personnel inquiet d'une « contagiosité paludéenne ». En 1934, l'Académie nationale de médecine recommande que les malades impaludés le soient en zone urbaine, ou sinon qu'ils restent dans des salles protégées par de fins grillages à l'abri des moustiques. 
Outre l'inoculation par voie sanguine, Maurice Ducosté (1875-1956) de l'asile de Villejuif inocule par voie intracrânienne en 1932, en injectant directement dans le lobe frontal un peu de sang impaludé. La technique est reprise par des auteurs italiens et brésiliens, qui estiment que les résultats sont meilleurs quand l'injection se fait au plus près des foyers infestés. La méthode Ducosté ouvre la voie aux injections intracérébrales de substances médicamenteuses. 
Après la Seconde Guerre mondiale, avec l'utilisation de la pénicilline, les cas de syphilis en général, et de neurosyphilis en particulier, chutent dans le monde entier. Au centre de malariathérapie de Sainte-Anne, le nombre de patients impaludés passe de 300 par an d'avant guerre à 50 en 1951 et à 35 en 1952. 
En 1974, deux centres pratiquent encore l'impaludation thérapeutique, l'un à Iași (Roumanie), l'autre à Chamblee (États-Unis), avec comme dernière indication la neurosyphilis résistante aux antibiotiques,.

## Postérité
La malariathérapie a été détrônée par des traitements plus sûrs et plus efficaces contre la syphilis. En son temps, elle a été considérée comme une grande avancée scientifique, un demi-siècle plus tard elle n'est plus qu'une curiosité historique. Les principes de la médecine fondée sur les faits étaient inconnus dans les années 1920, et à la fin du XXe siècle, nul ne peut vraiment savoir si la malariathérapie était efficace contre la syphilis. 
L’inoculation des parasites s'est faite par l'injection de sang de malade humain ou simien, ce qui a pu être l'occasion de transmission d'autres agents infectieux. Dans les années 1980-2000 la malariathérapie a été proposée, de façon anecdotique, contre plusieurs maladies telles que la maladie de Lyme ou le sida.  
Au début du XXIe siècle, cette inoculation reste un moyen d'étude appelé controlled human malaria infection (infection paludéenne humaine contrôlée) utilisé sur des volontaires dans la recherche  ou la mise au point de vaccins et de médicaments contre le paludisme. 